# Embalse del Cabril
El embalse del Cabril es una infraestructura hidroeléctrica portuguesa situada en el río Cécere que constituye la presa más alta de Portugal, con 136 m de altura, y origina una de las mayores reservas de agua dulce del país.

## Embalse
- Capacidad total: 720 hm³
- Capacidad útil: 615 hm³
- Nivel de almacenamiento: 296 m
- Cota mínima de nivel de exploración: 240 m
- Superficie inundable a la altura máxima de almacenamiento: 2023 ha
- Perímetro: 280 km

## Presa
- Año de entreda en funcionamiento: 1954
- Tipo de presa: Arco gravedad
- Altura: 136 m
- Longitud de coronación: 290 m
- Capacidad del aliviadero: 2200 m³/s